# Neonympha
Genre
Le genre Neonympha regroupe des lépidoptères appartenant à la famille des Nymphalidae et à la sous-famille des Satyrinae.

## Dénomination
Le nom Neonympha leur a été donné par Jakob Hübner en 1818.
Ils résident tous en Amérique.

## Liste des espèces
- Neonympha areolatus (Smith, 1797)
  - Neonympha areolatus septentrionalis Davis, 1924
- Neonympha helicta (Hübner, [1808])
- Neonympha mitchellii French, 1889 dans l'est des USA
  - Neonympha mitchellii francisci Parshall & Kral, 1989
- Neonympha lupita Reakirt, [1867] au Mexique, à confirmer
- Neonympha nerita Capronnier, 1881 au Brésil, à confirmer

### Source
- funet